# Área de Proteção Ambiental dos Morros Garapenses
A Área de Proteção Ambiental dos Morros Garapenses é uma unidade de conservação localizada entre os municípios de Buriti, Duque Bacelar, Afonso Cunha e Coelho Neto, no Maranhão. A APA foi criada a partir do Decreto Nº 25.087 de 31 de dezembro de 2008 e possui área de 234.767 hectares.
Entre seus objetivos, está à preservação de um dos maiores sítios paleobotânicos do Brasil e das características geoambientais do Cerrado Norte-Maranhense e das Matas dos Cocais, do Leste do Estado. Compreende um domínio de natureza bastante frágil, com grande predisposição à extinção da fauna e flora.

## História
Acredita-se que esses morros que deram origem ao nome do povoado Garapa. Na estação chuvosa, a água acumulava em partes de seus vales, dificultando a travessia de tropeiros e pedestres pela vereda principal em razão da formação de extensos atoleiros. Com a criação da cidade de Duque Bacelar (1955), o nome povoado Garapa foi sendo substituído pelo nome atual.
O povoado Garapa foi um antigo porto natural fluvial na margem esquerda do rio Parnaíba (Maranhão). O Garapa é o nome do morro central da cidade de Duque Bacelar, com aproximadamente de 200 metros de altura. Com a popularização da escalada ao Morro Garapa por jovens, crianças e a população em geral, houve um crescente sentimento de preservação da região circundando a cidade e suas espécies vegetais nativas, a partir de 2001.
Durante o governo Jackson Lago, pela Lei Nº 25.087/2008, foi criada a unidade de conservação maranhense localizada no Baixo Parnaíba e Alto Munim, dispondo de um Conselho, o CONAMG.

## Relevo

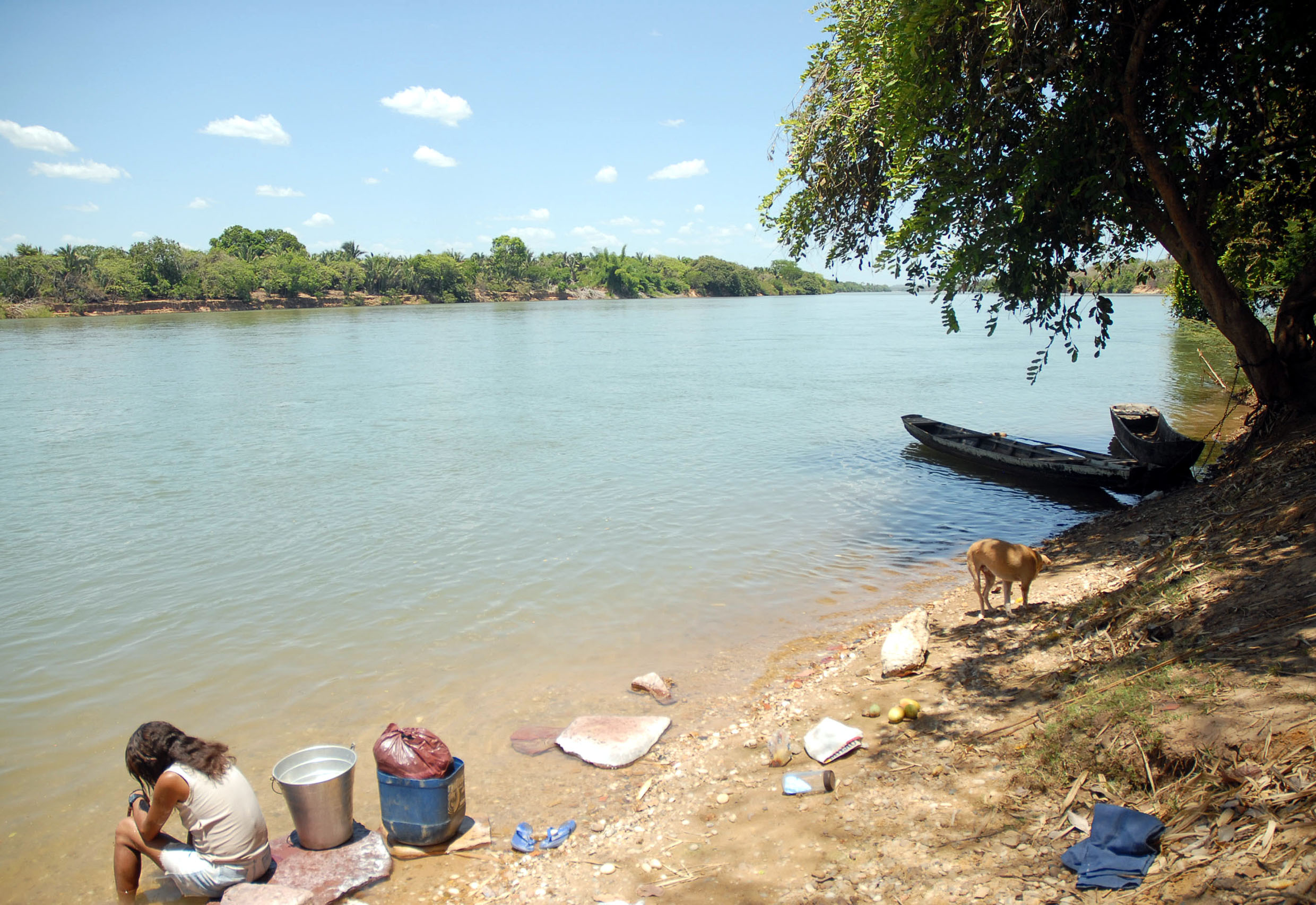
Mulher lavando roupa em Nazária-PI, na outra margem fica o estado do Maranhão

Os Morros Garapenses Urbanos em Duque Bacelar são um conjunto de seis morros de formatos topográficos diversos, circundando o oeste e o sul da cidade.
O Morro do Urubu fica na parte oeste da cidade, formando a parte direita do vale da Avenida Coronel Rosalino, no Centro, e do Bairro Vargem Redonda. No Centro da cidade, ele ainda forma partes da paisagem natural e, sendo cortado pela Rua Vicente Vilarem sua borda. Algumas da espécies de animais verificadas são: coelhos, porcos- espinhos, soins, veados e répteis. A floresta de babaçu em seu topo é densa.

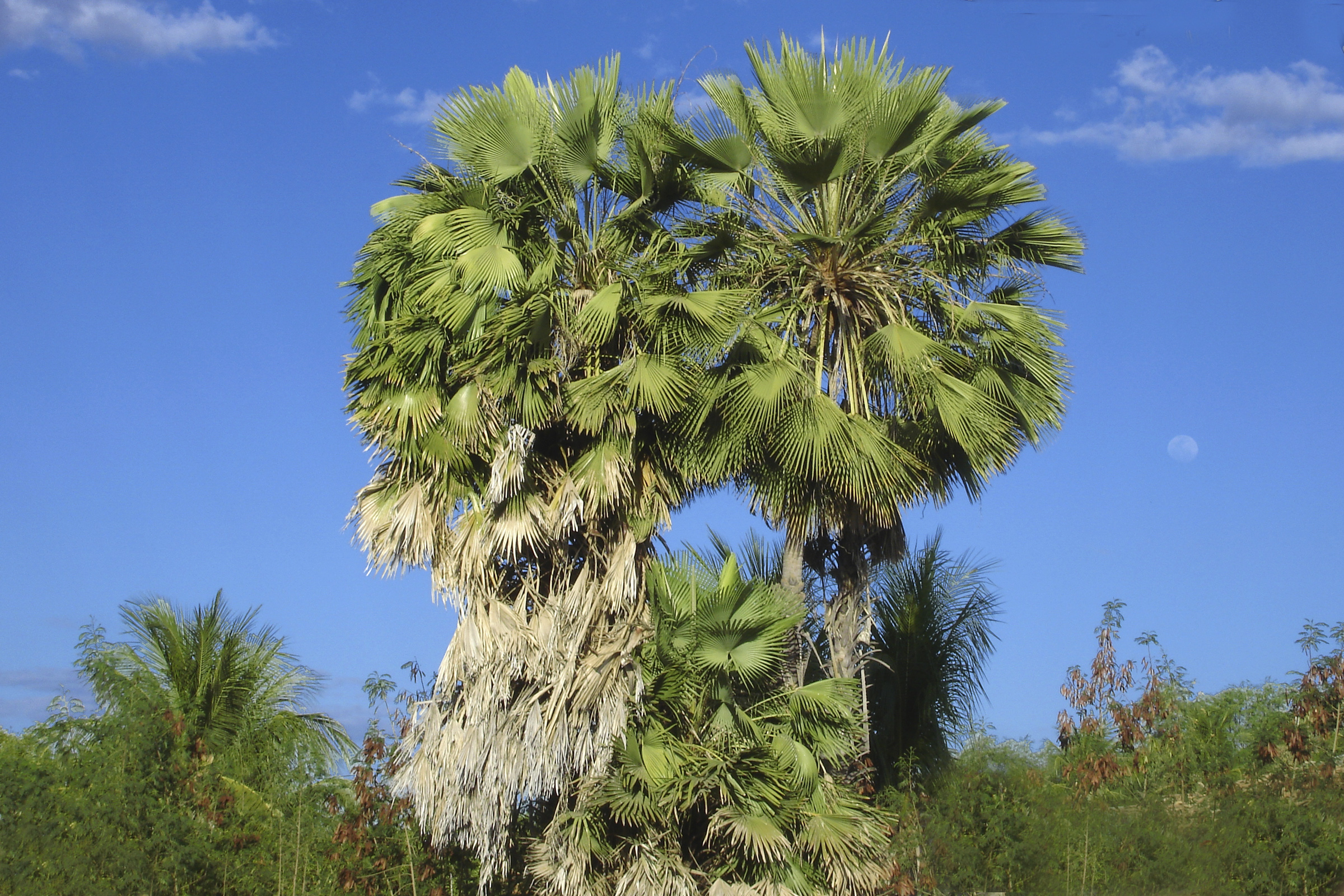
Carnaúba

O Morro Garapa é um dos mais conhecidos e visitados, sendo palco de diversas atividades de lazer, educação ambiental e ecoturismo. Com 200 metros de altura, forma uma das paisagens naturais mais significativas da cidade, sendo considerado um de seus cartões postais, com a presença de um mirante natural. O Morro Garapa forma a parte esquerda do vale da Avenida Coronel Rosalino e do Bairro Vargem Redonda. Nas suas proximidades, verifica-se a Lagoa da Oleria.
O Morro dos Patins, localizado na Rua Chico Carnaúba, fica atrás do Morro Garapa. De seu Mirante natural, é possível observar na parte de traz do município uma visão das diversas lagoas e do vale do Parnaíba é espetacular.
O Morro dos Estudantes, no Centro, é margeado pela Rua São José e a Rua Zeca Barão e Chico Carnaúba. De seu topo, é possível observar o Centro, dos bairros Mutirão, Vicente Vilar e a Rua Chico Rita. Sua vegetação é típica da Mata dos Cocais.
O Morro Zeca Barão, Morro da Igreja ou Morro do Alto dos Mandis é extenso, com diversas curvas e bordas com muitas palmáceas.  Ele é margeado pela Rua São José e Alto dos Mandis. Na parte sul, há uma estrada que leva ao Pontão, sendo verificado o Igarapé Central, que deságua no rio Parnaíba.
O Morro dos Ambientalistas localiza-se nos proximidades do bairro Furtado, com o cume mais baixo dos seis morros urbanos de Duque Bacelar na APA dos Morros Garapenses. Sua vegetação é uma das mais exuberantes. Atualmente, pela construção de bairros residências nas proximidades de seu entorno, ele sofre com sua vegetação séria ameaças de desaparecimento.

## Biodiversidade
A Vegetação da APA dos Morros Garapenses busca preservar os ecossistemas da zona de transição da Mata dos Cocais no leste do Maranhão, entre a caatinga (8,67%) e o cerrado (91,33%), biomas brasileiros muito ameaçados.
Sua hidrografia é composta por dois importantes rios: Parnaíba e Munim. Em seu território, existem as nascentes do rio Preto e Estrela, bem como outras nascentes formadoras de riachos e lagoas naturais.
A fauna é composta por várias espécies de mamíferos e aves ameaçadas de extinção, como o gato-maracajá, onça-parda, jacu-de-porco, etc.
Na APA, outra atração é a floresta petrificada de árvores pré-históricas, encontrada em diversos sítios fosselíferos, constituindo um dos principais patrimônios ambientais e culturais do Maranhão.

## Importância e conservação
Alguns dos principais motivos para a preservação da APA são: a contribuição para regularizar o clima; são Patrimônios Naturais e Paisagísticos, contribuindo para a beleza da cidade; proporcionam um lugar de atividades de lazer, trilhas e educação da população e dos ambientalistas, com uma das principais atrações ecoturísticas da cidade; protegem a cidade de assoreamento, deslizamento de barrancos e segmentos naturais; promovem  fonte de alimentos e extrativismo com seus frutos.
A APA possui um dos maiores sítios paleobotânicos do Brasil, com fósseis vegetais de idade permiana (mais de 250 milhões de anos).
Seu território abriga as nascentes do rio Preto e Estrela.
Entretanto, os Morros Garapenses enfrentam diversas ameaças à sua preservação, como queimadas criminosamente feitas por folquetes, roças e caeiras; roças de tocos;  desmatamentos e as caeiras; urbanização desplanejada e predatória (construindo casas e prédios comerciais); ausência de políticas agrárias.; desrespeito a Legislação Ambiental consistente as Áreas de Proteção Ambiental e Áreas de Preservação Permanente; ausência de Fiscalização por parte da Secretaria Municipal do Meio Ambiente e Polícia Militar.